# Aion LX
Aion LX — среднеразмерный электромобиль-кроссовер марки Aion китайского концерна GAC.

## История
Aion LX впервые был представлен в апреле 2019 года на автосалоне в Шанхае. Производство автомобиля началось в августе 2019 года, а продажи — в октябре 2019 года.
После Aion S это второй автомобиль под брендом Aion.

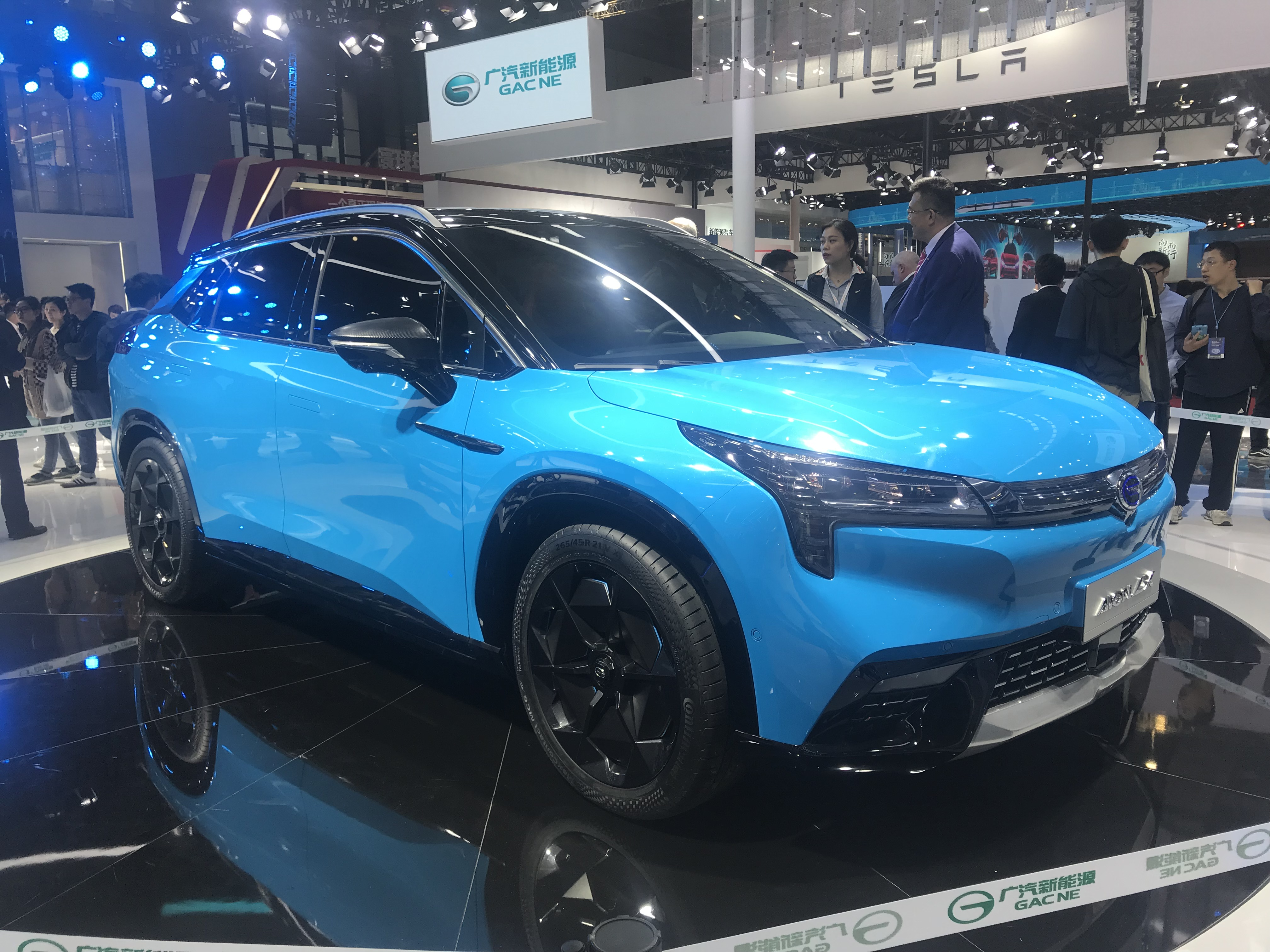
Aion LX
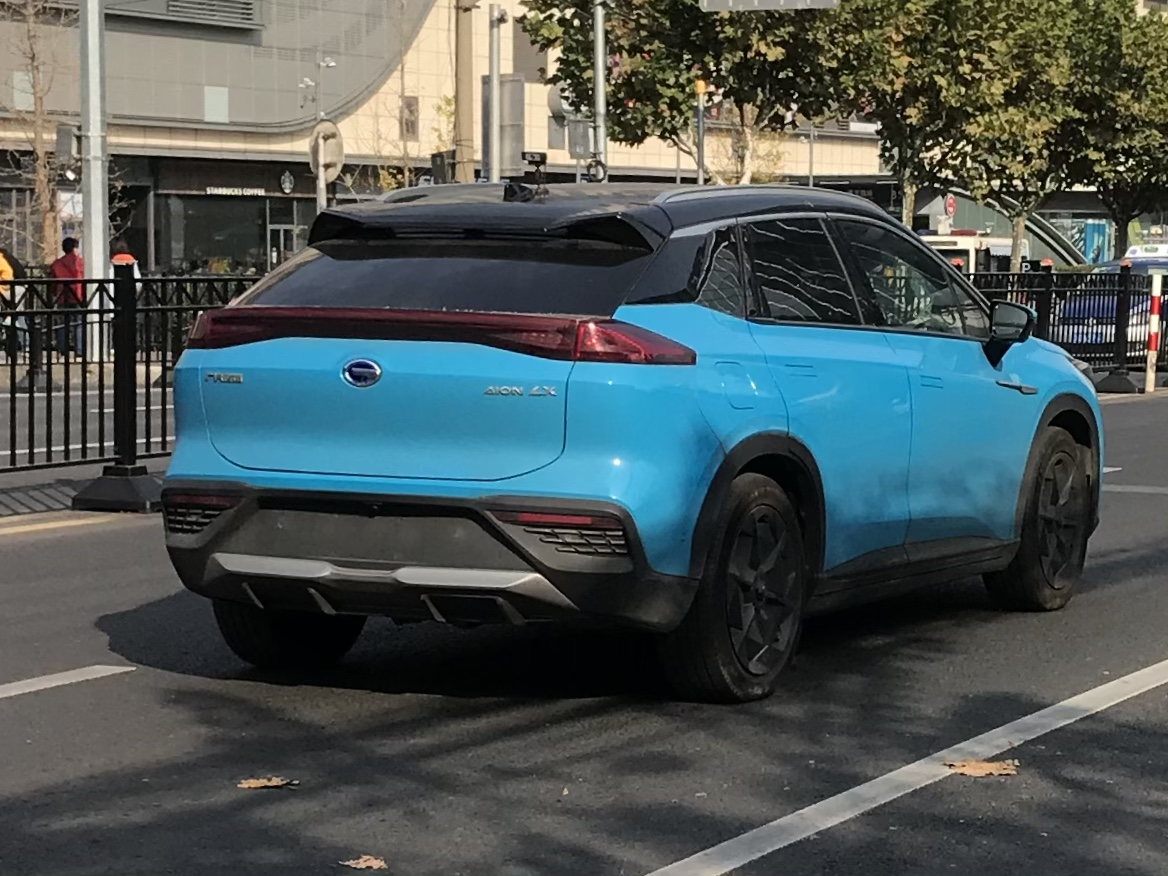
Aion LX
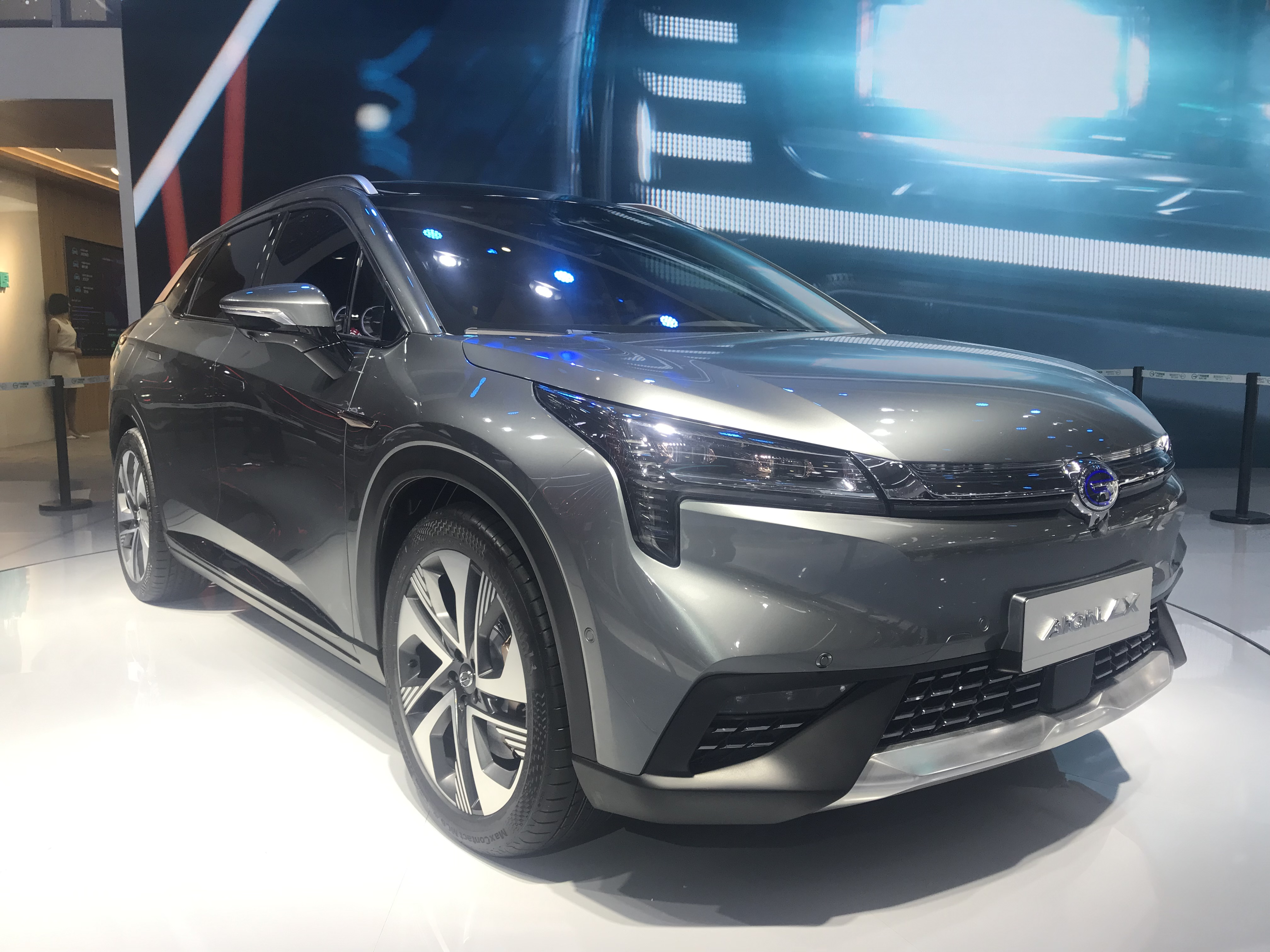
Aion LX
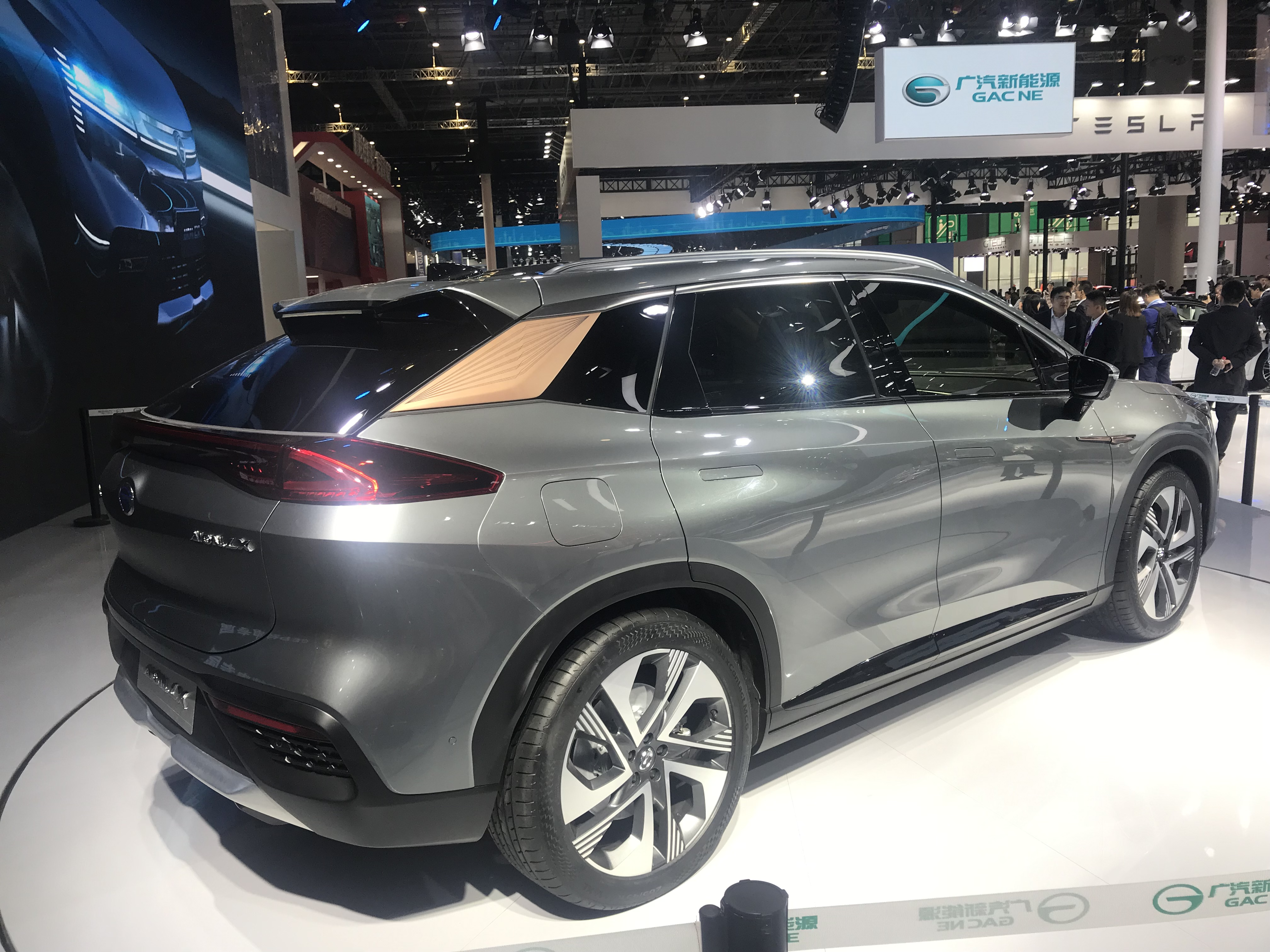
Aion LX

### Aion LX Fuel Cell
28 июля 2020 года на выставке GAC Tech Day компания GAC представила водородную версию Aion LX. Автомобиль заряжается за 3—5 минут, а запас хода по циклу NEDC составляет 650 км.

## Aion LX Plus
Aion LX Plus был запущен в продажу в ноябре 2021 года. Он является удлинённой версией Aion LX, отличающейся дизайном, и оснащён аккумулятором ёмкостью 144,4 кВт⋅ч. В аноде аккумулятора используется «технология силиконовой губки».

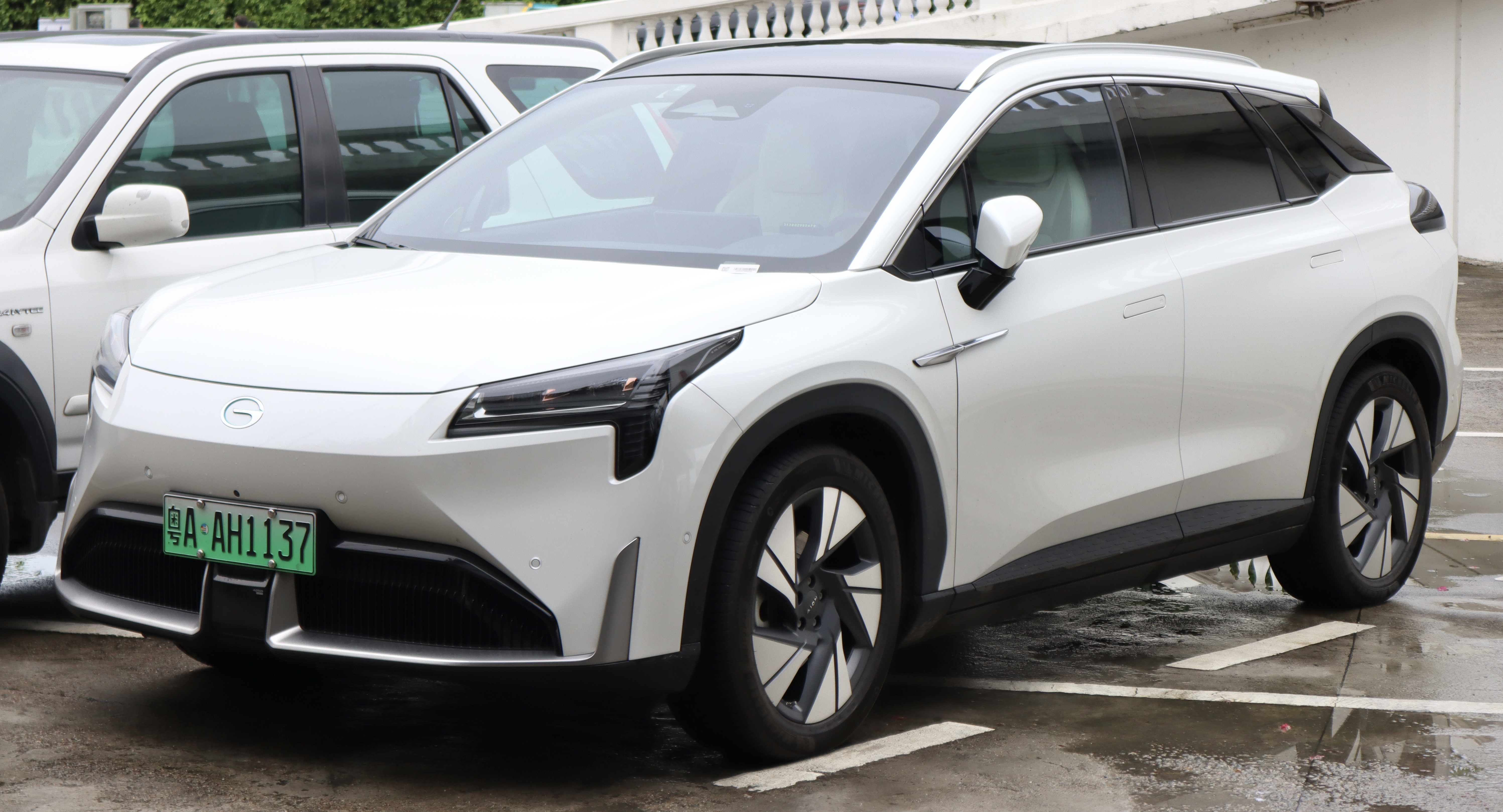
Вид спереди
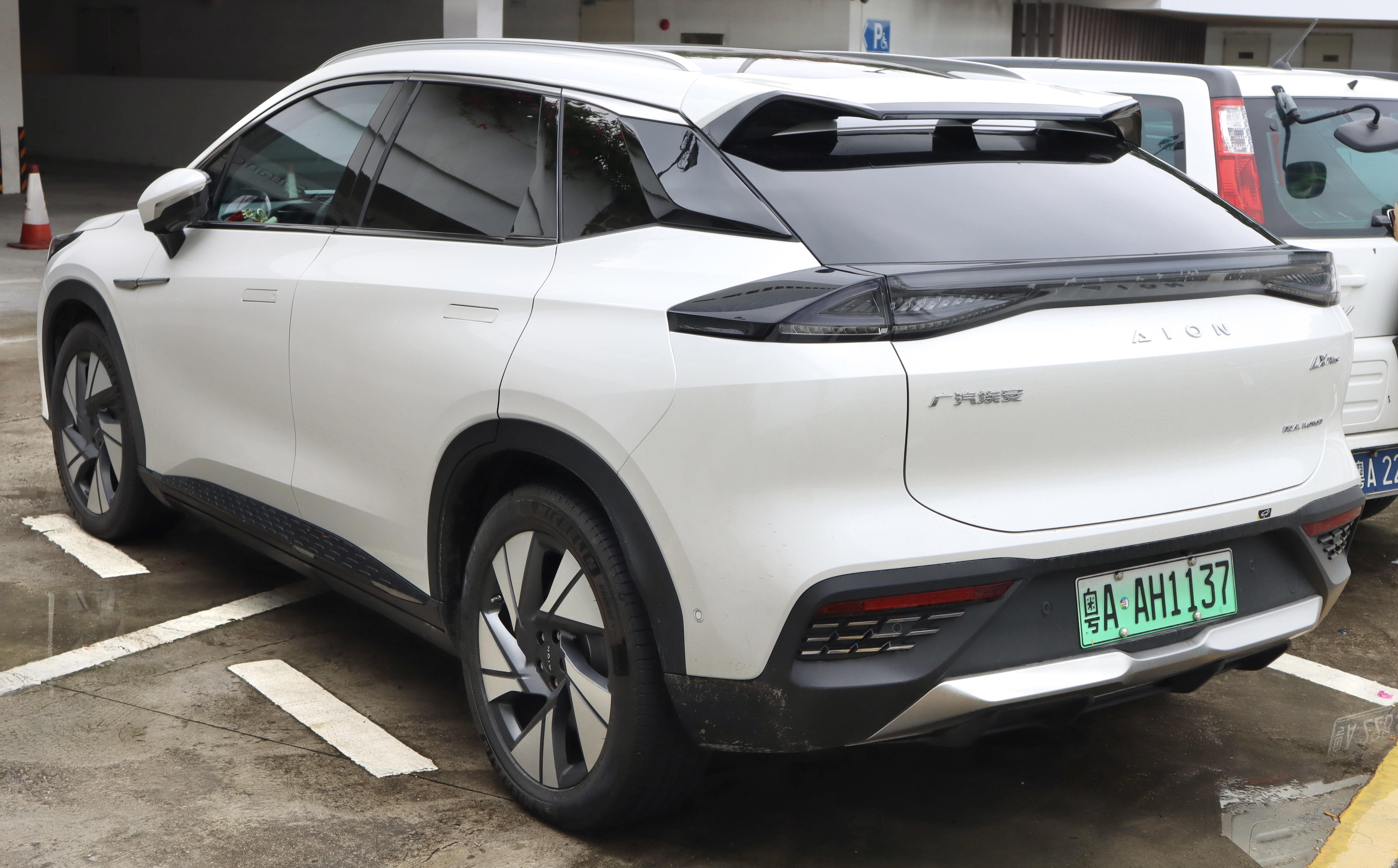
Вид сзади

## Технические характеристики
| Модель                        | LX 60             | LX 70      | LX 80             | LX 80D            | LX 80D Max        |
| ----------------------------- | ----------------- | ---------- | ----------------- | ----------------- | ----------------- |
| Аккумулятор                   | 70 кВт⋅ч (NCM523) | TBA        | 93 кВт⋅ч (NCM811) | 93 кВт⋅ч (NCM811) | 93 кВт⋅ч (NCM811) |
| Масса (кг)                    | 1900              | 1900       | 2040              | 2180              | 2180              |
| Запас хода по циклу NEDC (км) | 503               | 520        | 650               | 600               | 600               |
| Расход энергии (кВт⋅ч/100 км) | 15.7              | 15.5       | 15.8              | 17.1              | 17.1              |
| Мощность (кВт)                | 135               | 135        | 150               | 300               | 300               |
| Крутящий момент (Н⋅м)         | 350               | 350        | 350               | 700               | 700               |
| Привод                        | Передний          | Передний   | Передний          | Полный            | Полный            |
| Цены                          | CN¥249,600        | CN¥259,600 | CN¥279,600        | CN¥299,600        | CN¥349,600        |

### Внешние и внутренние признаки
На крыше Aion LX установлены солнечные батареи, которые предназначаются для охлаждения и обогрева салона. Также автомобиль оборудован автопилотом 4 уровня. Переднее пассажирское сиденье может выдвигаться автоматически, как и у Mercedes-Benz S-класса. Задние сиденья имеют откидные подставки для ног.

## Продажи
| Год  | Продажи |
| ---- | ------- |
| 2019 | 1341    |
| 2020 | 2744    |
| 2021 | 1003    |

## Hycan 007
В апреле 2019 года компании Nio и GAC представили автомобиль Hycan 007. Его запас хода составляет 642 км по циклу NEDC. Производство началось 20 мая 2019 года, а продажи — 27 декабря 2019 года. Автомобиль выпускается в комплектациях Base, Plus и Top.

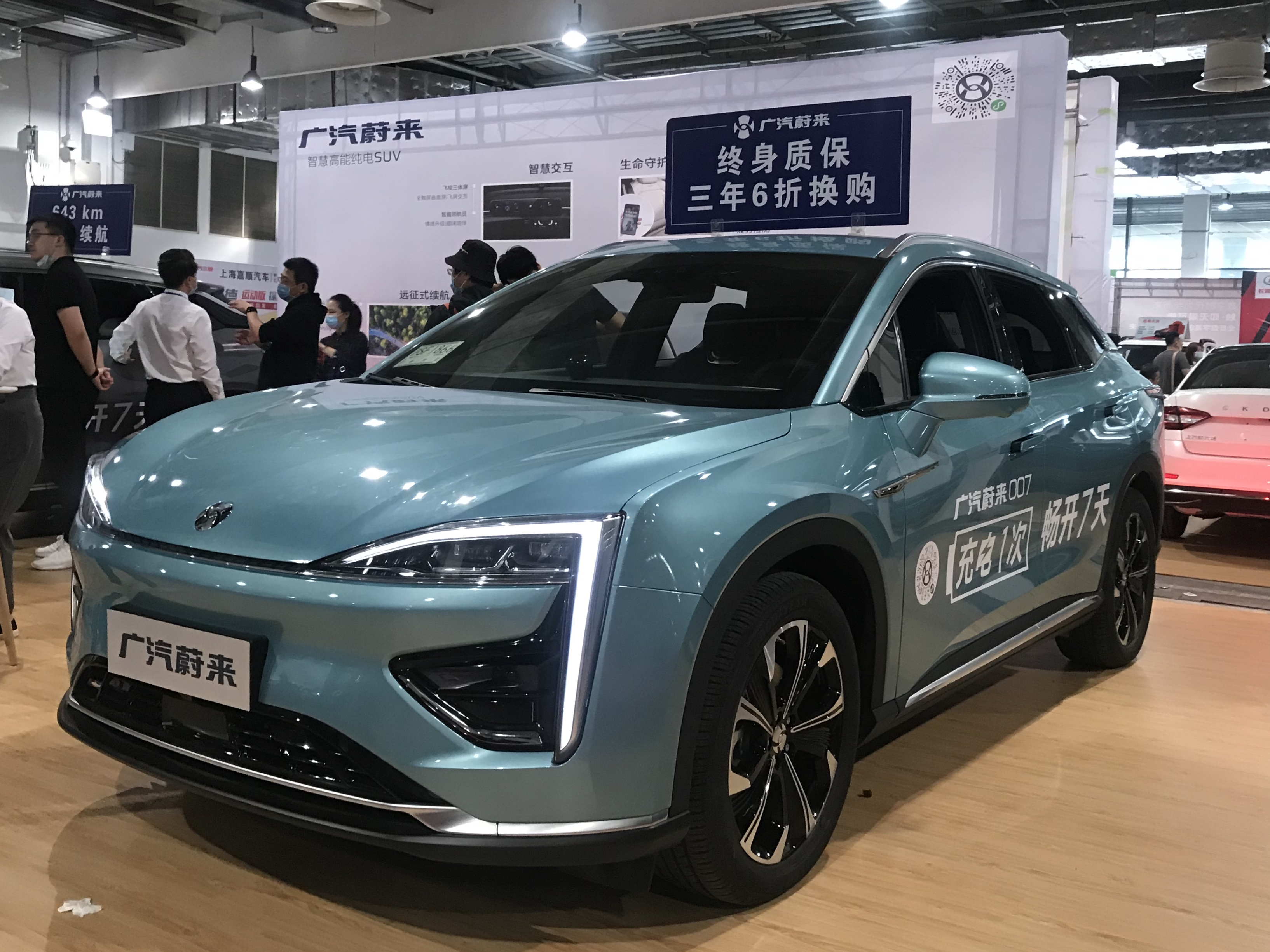
Hycan 007
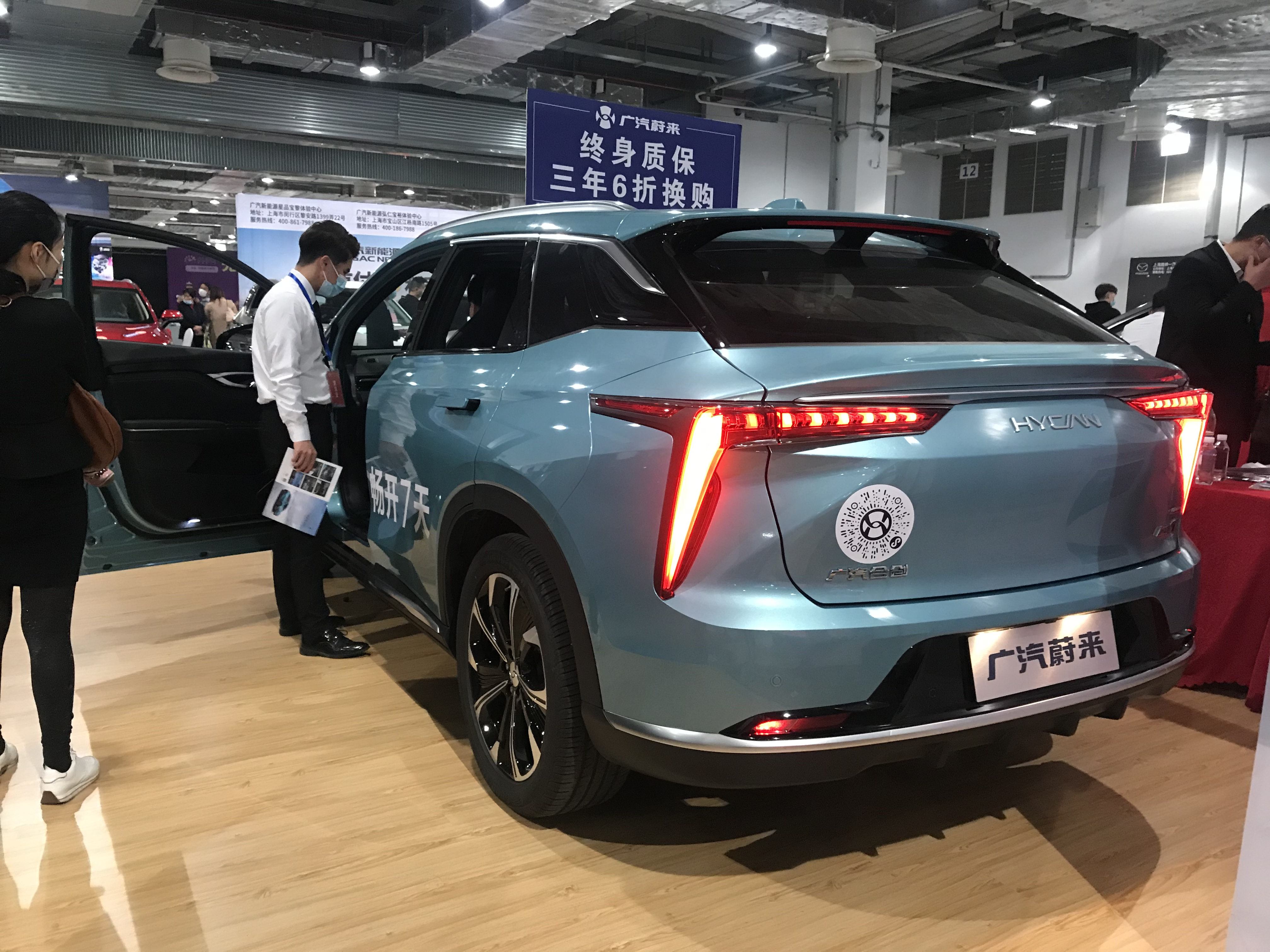
Вид сзади